# SC Young Fellows Juventus
Pour les articles homonymes, voir Juventus (homonymie).
Maillots
Actualités
Le SC Young Fellows Juventus est un club de football de la ville de Zurich en Suisse.
Le club est fondé en 1992. Il est né de la fusion de Young Fellows Zurich, club né en 1903, et de la Società Calcistica Italiana Juventus Zurigo.
En 1936, Young Fellows remporte la coupe de Suisse grâce à sa victoire 2-0 contre le Servette FC.

## Parcours
- 2004 : Championnat de Suisse D2

## Palmarès
- Coupe de Suisse (1)
  - Vainqueur : 1936

## Anciens joueurs
- Walter Eich
- Alessandro Frigerio
- Léopold Kielholz
- Sándor Kocsis
- Karl Mai
- Vujadin Boškov
- Yao Junior Sènaya
- Ike Shorunmu